# Dolmeny v Kočchangu, Haosunu a Kanghwa
Dolmeny v Kočchangu, Haosunu a Kanghwa (korejsky: 고창 화순 강화 고인돌 유적) je souhrnný název pro řadu dolmenů v Jižní Koreji, která je od roku 2000 zapsána na seznamu světového kulturního dědictví UNESCO. Jsou rozesety po území provincie Jižní Čolla a na ostrově Kanghwado. Na Korejském poloostrově se nachází přes 35000 dolmenů, přibližně 40 % všech na celém světě, přičemž na 1000 je lokalizováno právě v těchto 3 lokalitách. Vznikly v průběhu prvního tisíciletí před naším letopočtem (neolit a doba bronzová), kdy zde panovala megalitická kultura. 

## Význam
Megalitické kameny jsou z pohledu archeologie nedocenitelné, označují totiž hrobky vládnoucí elity. Přestože na Korejském poloostrově existovalo mnoho sporů o funkci dolmenu, bylo roku 1967 potvrzeno, že kámen byl vyroben pro účely hrobky, kdy byly objeveny kompletní lidské kosti. Mimo to byli nalezeny v blízkosti dolmenů šperky ve tvaru čárky, keramika, bronzové předměty a další pohřební artefakty.
Dolmeny v těchto třech regionech jsou velmi důležitým dědictvím pro studium procesu formování dolmenové kultury, sociální struktury doby bronzové v Koreji a kulturních výměn. Většina zřícenin dolmenů v regionech Kočchang, Haosun a Kanghwa si dobře zachovala svou původní podobu a je ve výborném stavu uchování. Protože se jedná o obrovskou kamennou zříceninu, není snadné ji zdeformovat, což umožňuje dlouhodobou konzervaci.

## Historie
Dolmeny jsou projevem megalitické kultury, která se objevila prominentně v kulturách z doby neolitu a doby bronzové po celém světě převážně ve druhém a prvním tisíciletí př. n. l. Stejně jako v případě Stonehenge v Anglii, zřícenin mohyly na Orknejských ostrovech, zříceniny Brú na Bóinne v Irsku a západoafrických mohyl se objevily nové techniky používání megalitů v podobě rituálů pro aranžování nebo skládání kamenů.

## Další korejské dolmeny

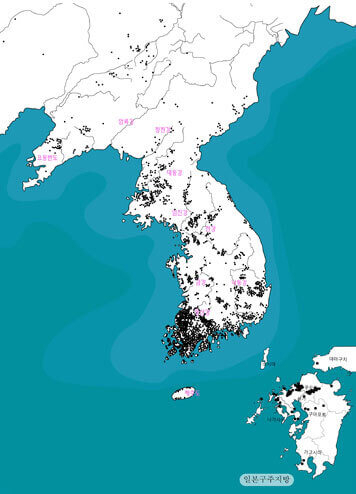
Mapa výskytu dolmenů v Koreji

Podle regionu je 10068 dolmenů v provincii Jižní Čolla, 2800 v provincii Severní Kjongsang, 1597 v provincii Severní Čolla, 502 v provincii Kjonggi, 338 v provincii Kangwon, 189 v provincii Severní Čchungčchong a 140 se nachází v provincii Čedžu. Nejvíce jsou tedy soustředěny v provincii Jižní Čolla.
Josu v provincii Jižní Čolla je domovem dolmenu, který je považován za největší na světě.
Předpokládá se, že Soul a jeho metropolitní oblast svého času byly též domovem velkého počtu dolmenů což by odpovídalo vyšší koncentraci dolmenů v Koreji. V procesu rychlého rozvoje měst se však pravděpodobně mnoho dolmenů ztratilo.

## Galerie

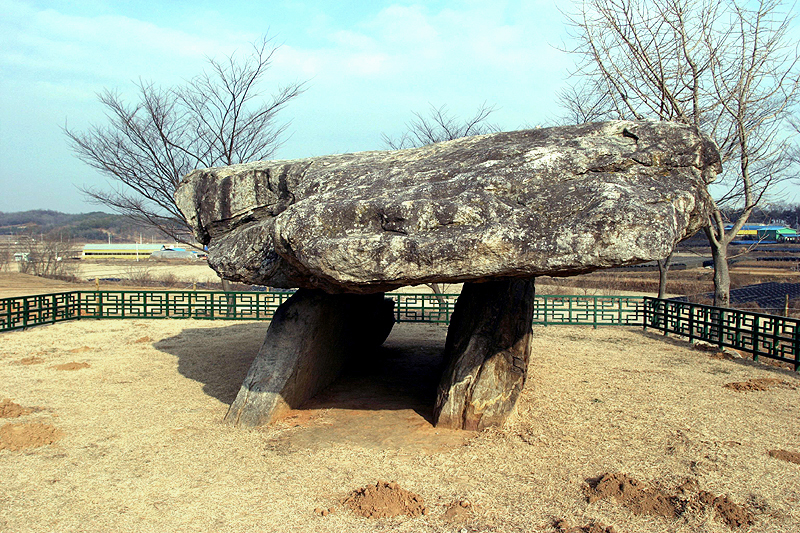
Dolmen - Kanghwa
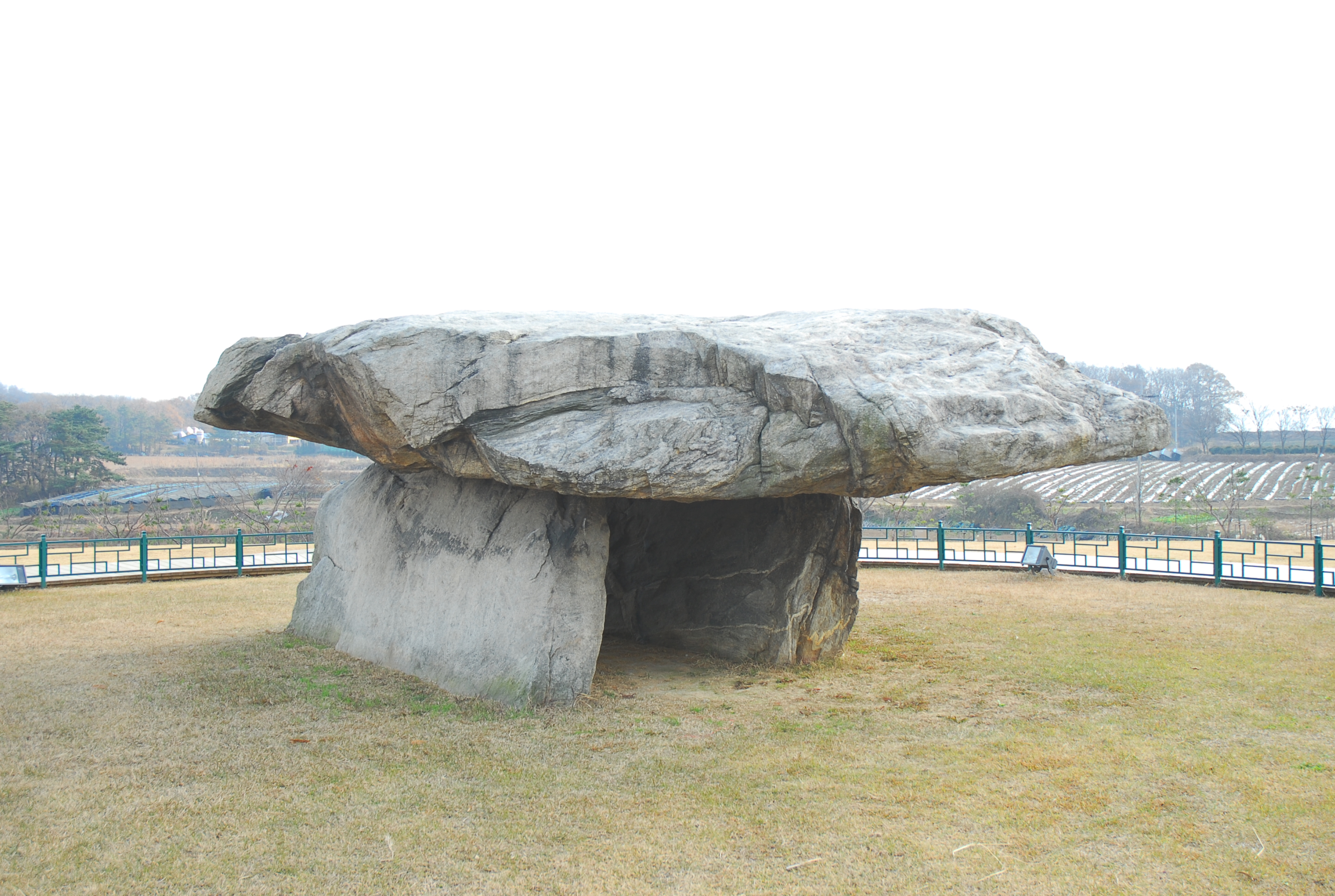
Dolmen nedaleko svatyně Čisǒkmjo
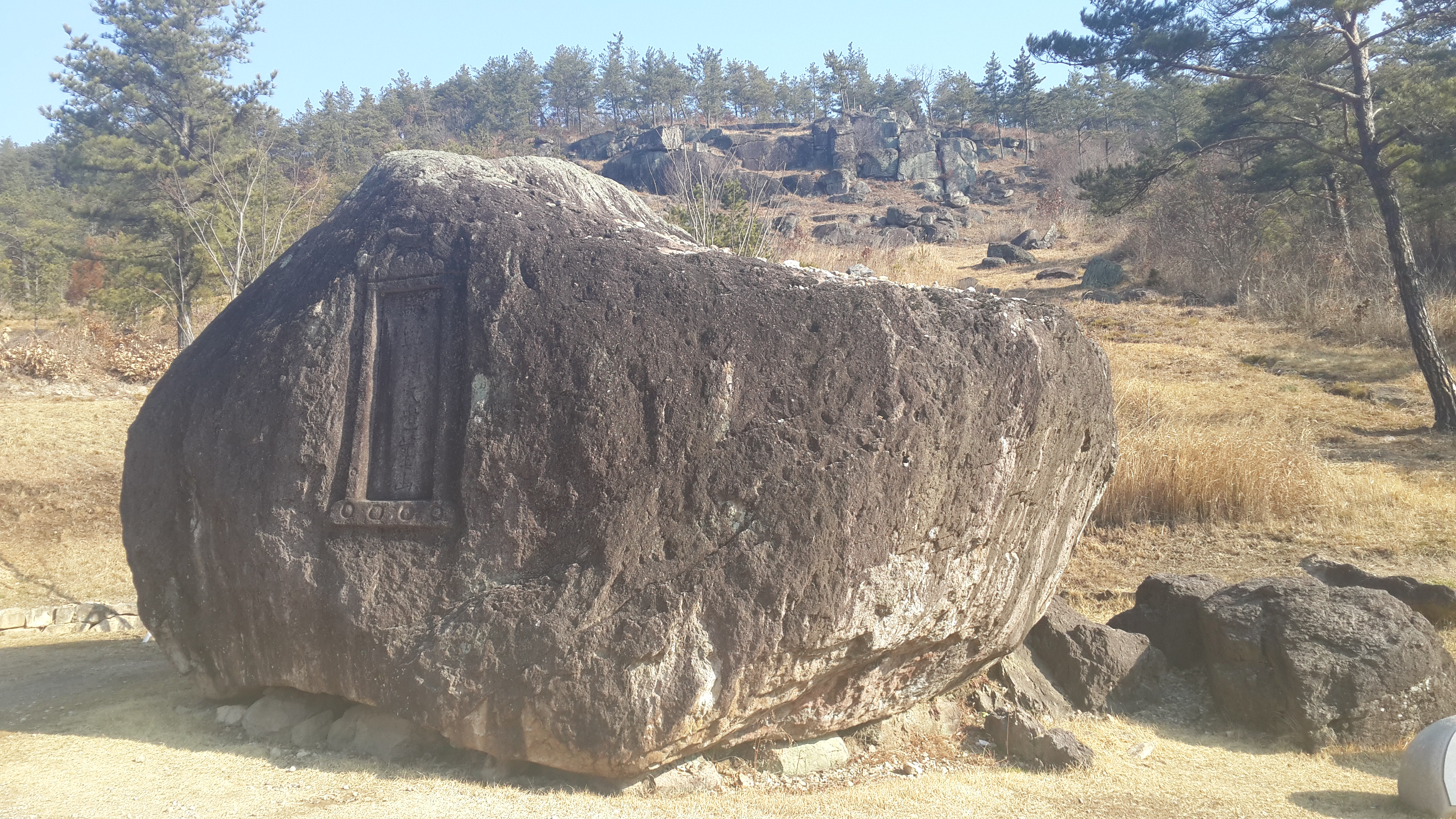
Dolmen - Haosun
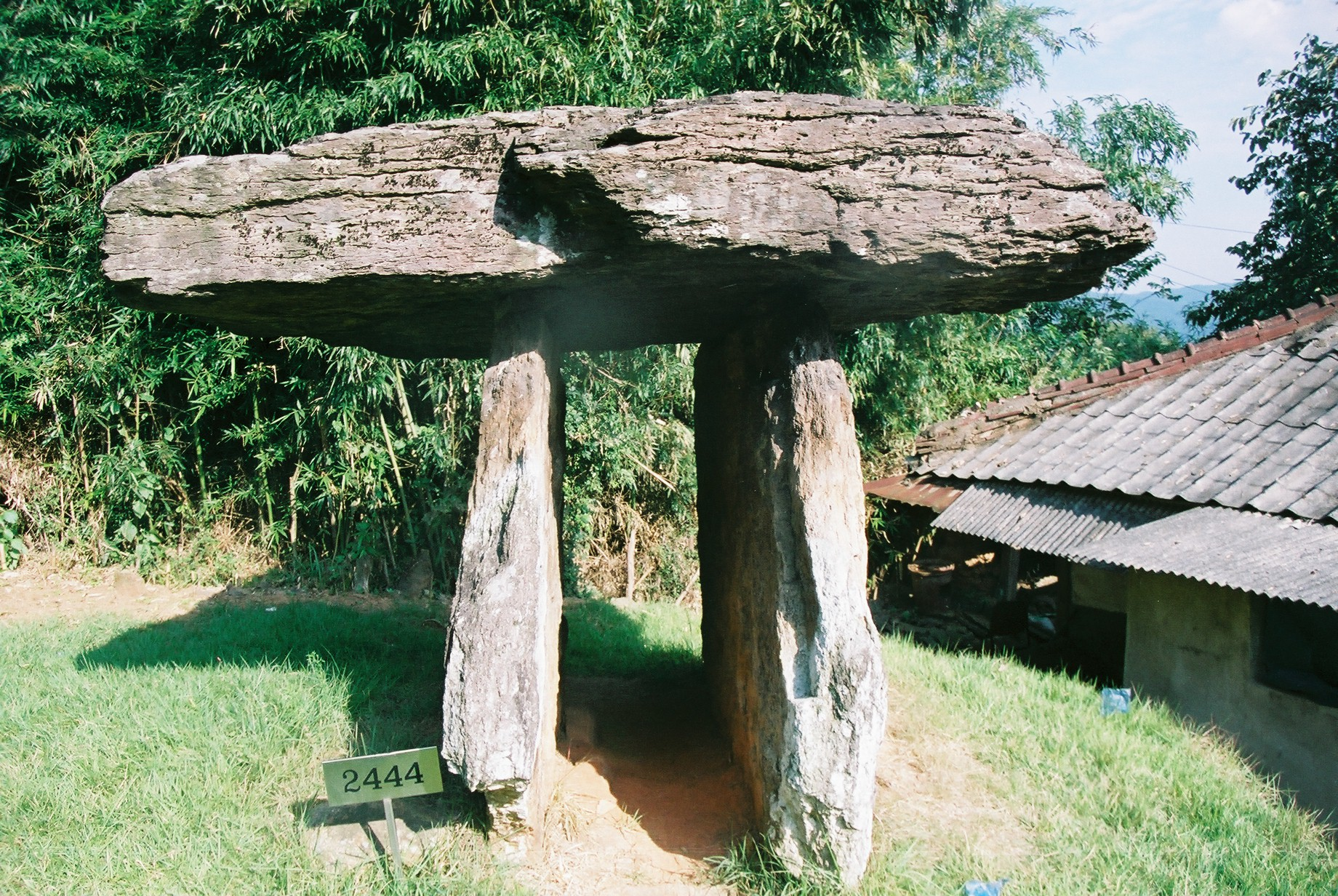
Dolmen - Kočchang